# Mismi

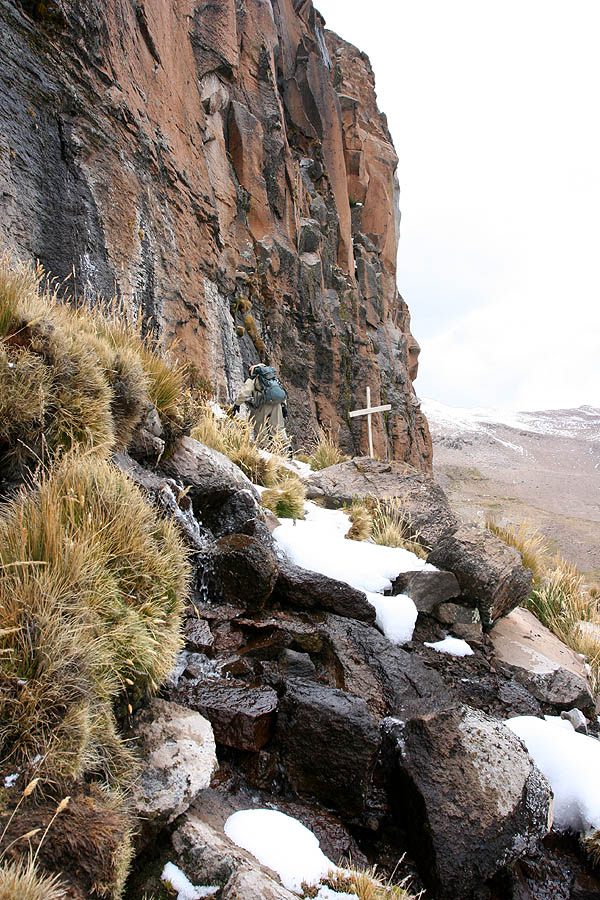
Amazonflodens ursprungskälla på Nevado Mismi, markerad med ett enkelt träkors.

Mismi är en bergstopp 5597 m ö.h. av vulkaniskt ursprung, belägen i Cordillera Chila i Anderna i Peru. En glaciärström på Mismi kunde 1996 identifieras som den mest avlägsna källan till Amazonfloden; detta bekräftades senare 2001 och ännu en gång 2007.
Vattnet från Mismi bildar vattendragen Carhuasanta and Apachita, som rinner ut i Apurímacfloden. Denna är ett tillflöde till Ucayalifloden som senare rinner samman med Marañónfloden för att forma själva Amazonfloden.
Mismi ligger cirka 160 km väster om Titicacasjön och 700 km sydost om Perus huvudstad Lima, i Arequipa. Det är en av de högsta punkterna i Colcadalen. Det finns flera glaciärer på toppen.